# Nöringsattel
Der Nöringsattel ist ein Gebirgspass in den Nockbergen zwischen dem Nöringgraben und Kaning. Er befindet sich zwischen den Gipfeln Rabenkofl und Kampelnock.